# Helophorus marginicollis
Helophorus marginicollis es una especie de escarabajo del género Helophorus, familia Hydrophilidae. Fue descrita científicamente por Smetana en 1985.
Habita en Canadá y los Estados Unidos.